# 華麗搖滾
華麗搖滾（英語：Glam Rock）或魅力搖滾，也稱為閃爍搖滾（Glitter Rock），是20世紀70年代初，英國發展起來的一種搖滾樂和流行音樂風格，由音樂家演出，他們穿著華麗的服裝，艷麗的化妝和髮型，特別是高跟舞台鞋和閃光顆粒與亮片。華麗搖滾特點是主唱及樂手都擁有性別模糊的裝扮、華麗戲劇化的臺風。高峰時期的代表人物包括英國的大衛·鮑伊、皇后樂隊（70年代）、暴龍樂團、羅西音樂、加里·格利特及美國的盧·里德、喬布里特、紐約娃娃、接吻合唱團等。    
英國歌曲排行榜上在1971年至1975年期間被華麗的搖滾樂所淹沒，在此期間，英國流行文化的所有地區也都呈現出華麗的魅力。暴龍樂團主唱馬克·波倫於1971年3月出現在英國廣播公司的音樂節目“流行之巔”（Top of the Pops）上，身穿閃光和緞紋，常被認為是華麗運動的開始。在美國華麗搖滾的情況並不普遍，除了埃利斯·庫珀和地下絲絨樂團的主唱盧·里德有比較華麗突出表現。美國其他華麗的藝術家包括紐約娃娃，伊吉·帕普和喬布里特。在二十世紀七十年代中期以後，這種風格有所下降，但是影響了其他音樂類型，包括龐克搖滾，華麗金屬，新浪漫主義和哥德搖滾，並且自20世紀90年代以來一直零星復甦。

## 影響
华丽摇滚在全世界有非常深远影响，泽田研二，罗文等为最早受影响的音乐人或歌手之一，到后来80-90年代，玛丹娜，喬治男孩，梅艳芳，达明一派，X-Japan等走红时也以此方式引人注目。00年代开始，女神卡卡崛起，又带来这股复古潮流。